# Saison 2017 de l'équipe cycliste Jelly Belly-Maxxis
La saison 2017 de l'équipe cycliste Jelly Belly-Maxxis est la dix-septième de cette équipe.

## Préparation de la saison 2017

### Arrivées et départs
| Arrivées        | Équipe 2016                 |
| --------------- | --------------------------- |
| Sean Bennett    | An Post-ChainReaction       |
| Serghei Tvetcov | Androni Giocattoli-Sidermec |

| Départs          | Équipe 2017    |
| ---------------- | -------------- |
| Alexandr Braico  |                |
| Lachlan Morton   | Dimension Data |
| Christopher Putt |                |

## Coureurs et encadrement technique

### Effectif
Pour cette saison 2017, tous les coureurs étaient dans l'effectif 2016 à l'exception de Sean Bennett (An Post-ChainReaction) et Serghei Tvetcov (Androni Giocattoli-Sidermec).
| Effectif 2017                              | Effectif 2017     | Effectif 2017 | Effectif 2017                            |
| Cycliste                                   | Date de naissance | Pays          | Équipe précédente                        |
| ------------------------------------------ | ----------------- | ------------- | ---------------------------------------- |
| Sean Bennett                               | 31 mars 1996      | États-Unis    | An Post-ChainReaction (2016)             |
| Joshua Berry                               | 1 décembre 1990   | États-Unis    | SmartStop (2014)                         |
| Ulises Castillo                            | 5 mars 1992       | Mexique       | Start Vaxes-Partizan Cycling Team (2016) |
| Jordan Cheyne                              | 2 octobre 1991    | Canada        |                                          |
| Angus Morton                               | 11 juillet 1989   | Australie     |                                          |
| Jacob Rathe                                | 13 mars 1991      | États-Unis    | Garmin-Sharp (2013)                      |
| Michael Sheehan                            | 6 mars 1992       | États-Unis    |                                          |
| Taylor Sheldon                             | 31 mars 1987      | États-Unis    | 5-Hour Energy (2014)                     |
| Serghei Țvetcov                            | 29 décembre 1988  | Roumanie      | Androni Giocattoli-Sidermec (2016)       |
| Benjamin Wolfe                             | 15 juillet 1993   | États-Unis    |                                          |
| Keegan Swirbul                             | 2 septembre 1995  | États-Unis    | Axeon (2015)                             |
|                                            |                   |               |                                          |
| Sources : ProCyclingStats Cycling Quotient |                   |               |                                          |

## Bilan de la saison

### Victoires
| Date | Course | Pays | Classe | Vainqueur |
| ---- | ------ | ---- | ------ | --------- |